# Grafenberg (Gemeinde Straning-Grafenberg)
Grafenberg ist eine Ortschaft und eine Katastralgemeinde der Gemeinde Straning-Grafenberg im Bezirk Horn in Niederösterreich. Die Ortschaft hat 190 Einwohner (Stand 1. Jänner 2024). Bis Ende 1967 war Grafenberg eine eigenständige Gemeinde.

## Geografie
Das Dorf liegt östlich des Vitusberges (414 m ü. A.) an der Quelle des Grafendorfer Baches. Durch den Ort führt die Landesstraße L42, von wo die L1212 abzweigt.

## Geschichte
Im Jahr 1051 schenkte Kaiser Heinrich III. 30 Königshufen in und bei Grafenberg
dem Babenberger Markgrafen Adalbert.
Laut Adressbuch von Österreich waren im Jahr 1938 in der Marktgemeinde Grafenberg ein Fleischer, drei Gastwirte, zwei Gemischtwarenhändler, ein Maurermeister, eine Milchgenossenschaft, ein Schmied, drei Schuster, ein Spengler, ein Wagner und mehrere Landwirte ansässig.
Bis Ende 1967 war Grafenberg eine eigenständige Gemeinde, ehe aus ihr am 1. Jänner 1968 durch die Fusionierung mit den bis dahin ebenfalls selbständigen Gemeinden Etzmannsdorf bei Straning und Straning die Gemeinde Straning-Grafenberg entstand. Mit 1. Jänner 1972 fusionierten Wartberg und Straning-Grafenberg und bildeten wiederum eine Gemeinde Grafenberg (verschieden von der Ortschaft hier und unter Straning-Grafenberg beschrieben), die sich ein Jahr später wieder in Straning-Grafenberg rückbenannte.

## Öffentliche Einrichtungen
In Grafenberg befindet sich ein Kindergarten.

## Museum
- Eisenbahn- und Heimatmuseum Grafenberg

## Persönlichkeiten
- Johann Baptist Bach (1779–1847), Jurist und Rechtsbeistand von Ludwig van Beethoven
- Michael Bach (1784–1843), Jurist, Advokat und Vater von Alexander von Bach